# Победнице светских првенстава у атлетици у дворани — петобој
Победнице светских првенстава у атлетици у дворани у дисциплини петобој за жене, која је увршћена у програм од Светског првенства у Торонту 1993. приказане су у следећој табели са резултатима и билансом медаља. Резултати су дати у поенима.

## Табела освајачица медаља у петобоју  за жене на СП у дворани
Стање после СП 2025.
| Светско првенство      |                                                | Резултат     |                                      | Резултат |                               | Резултат |
| Торонто 1993. детаљи   | Лилијана Настасе · Румунија                    | 4.686 РСП    | Урсула Влодарчик · Пољска            | 4.667    | Бригит Кларијус · Немачка     | 4.641    |
| Барселона 1995. детаљи | Светлана Москалец · Русија                     | 4.834 РСП    | Ким Картер · Сједињене Државе        | 4.632    | Ирина Тјукај · Русија         | 4.622    |
| Париз 1997. детаљи     | Сабине Браун · Немачка                         | 4.780        | Мона Штајгауф · Немачка              | 4.681    | Ким Картер · Сједињене Државе | 4.627    |
| Маебаши 1999. детаљи   | Лашандра Нејтан · Сједињене Државе             | 4.753        | Ирина Белова · Русија                | 4.691    | Урсула Влодарчик · Пољска     | 4.678    |
| Лисабон 2001. детаљи   | Наталија Сазановић · Белорусија                | 4.850 РСП    | Јелена Прохорова · Русија            | 4.711    | Карин Ертл · Немачка          | 4.678    |
| Бирмингем 2003. детаљи | Каролина Клифт · Шведска                       | 4.933 РСП    | Наталија Сазановић · Белорусија      | 4.715    | Мари Колонвил · Француска     | 4.644    |
| Барселона 2004. детаљи | Наиде Гомеш · Португалија                      | 4.759        | Наталија Добринска · Украјина        | 4.727    | Аустра Скујите · Литванија    | 4.679    |
| Москва 2006. детаљи    | Наталија Добринска · Украјина                  | 4.685        | Карин Рукштул · Холандија            | 4.607    | Олга Левенкова · Русија       | 4.579    |
| Валенсија 2008. детаљи | Тија Елебо · Белгија                           | 4.867        | Кели Содертон · Уједињено Краљевство | 4.852    | Ана Богданова · Русија        | 4.753    |
| Доха 2010. детаљи      | Џесика Енис · Уједињено Краљевство             | 4.937 РСП    | Наталија Добринска · Украјина        | 4.851    | Хајлиа Фонтејн · САД          | 4.753    |
| Истанбул 2012. детаљи  | Наталија Добринска · Украјина                  | 5.013 СР РСП | Џесика Енис · Уједињено Краљевство   | 4.955    | Аустра Скујите · Литванија    | 4.802    |
| Сопот 2014. детаљи     | Надин Броерсен · Холандија                     | 4.830        | Бриан Тисен-Итон · Канада            | 4.768    | Алина Фјодорова · Украјина    | 4.724    |
| Портланд 2016. детаљи  | Бриан Тисен-Итон · Канада                      | 4.881        | Алина Фјодорова · Украјина           | 4.770    | Барбара Нваба · САД           | 4.661    |
| Бирмингем 2018. детаљи | Катарина Џонсон-Томпсон · Уједињено Краљевство | 4.750        | Ивона Дадић · Аустрија               | 4.700    | Јоргелис Родригез · Куба      | 4.637    |
| Београд 2022. детаљи   | Нор Видс · Белгија                             | 4.929        | Адриана Сулек · Пољска               | 4.851    | Кендел Вилијамс · САД         | 4.680    |
| Глазгов 2024. детаљи   | Нор Видс · Белгија                             | 4.773        | Сага Ванинен · Финска                | 4.677    | Софи Доктер · Холандија       | 4.571    |
| Нанкинг 2025. детаљи   | Сага Ванинен · Финска                          | 4.821        | Кејт О'Конор · Ирска                 | 4.742    | Талија Брукс · САД            | 4.669    |
| Торуњ 2026. детаљи     |                                                |              |                                      |          |                               |          |

###### Напомена:
1. ↑  Руска петобојка Татјана Чернова сакупила је 4.762 поена али је накнадно дисквалификована због наводног допинга и одузета јој је бронзана медаља.

## Биланс медаља у петобој за жене на СП у дворани
Стање после СП 2025.
|     | Држава               |    |    |    |    |
| --- | -------------------- | -- | -- | -- | -- |
| 1.  | Белгија              | 3  | 0  | 0  | 3  |
| 2.  | Украјина             | 2  | 3  | 1  | 6  |
| 3.  | Уједињено Краљевство | 2  | 2  | 0  | 4  |
| 4.  | Русија               | 1  | 2  | 3  | 6  |
| 5.  | САД                  | 1  | 1  | 5  | 7  |
| 6.  | Немачка              | 1  | 1  | 2  | 4  |
| 7.  | Холандија            | 1  | 1  | 1  | 3  |
| 8.  | Белорусија           | 1  | 1  | 0  | 2  |
| 8.  | Канада               | 1  | 1  | 0  | 2  |
| 8.  | Финска               | 1  | 1  | 0  | 2  |
| 11. | Румунија             | 1  | 0  | 0  | 1  |
| 11. | Шведска              | 1  | 0  | 0  | 1  |
| 11. | Португалија          | 1  | 0  | 0  | 1  |
| 14. | Пољска               | 0  | 2  | 1  | 3  |
| 15. | Аустрија             | 0  | 1  | 0  | 1  |
| 15. | Ирска                | 0  | 1  | 0  | 1  |
| 17. | Литванија            | 0  | 0  | 2  | 2  |
| 18. | Француска            | 0  | 0  | 1  | 1  |
| 18. | Куба                 | 0  | 0  | 1  | 1  |
|     | Укупно 19 земаља     | 17 | 17 | 17 | 51 |